# Tarja Turunen
Tarja Turunen, nota anche con il solo nome Tarja e con lo pseudonimo Susanna Asspera, all'anagrafe Tarja Soile Susanna Turunen-Cabuli (Kitee, 17 agosto 1977), è una cantautrice finlandese.
Salita alla ribalta come voce principale del gruppo Nightwish, è impegnata a partire dal 2006 nella sua carriera da solista. Il suo profilo vocale è quello del soprano con un'estensione di tre ottave.

## Biografia

### 1977-1992: infanzia e prime esibizioni
Tarja Turunen nasce il 17 agosto 1977 a Puhos, frazione di Kitee, nella Carelia Settentrionale, vicino al confine russo. Trascorre la sua infanzia insieme ai fratelli, Timo (7 anni più grande di lei) e Toni (5 anni più piccolo). Fin da piccola mostra un grande talento musicale ed i suoi genitori, Marjatta e Teo Turunen, incoraggiano e supportano la sua passione per la musica, permettendole di frequentare lezioni di piano e di canto corale. Tarja riceve il suo primo piano a 6 anni. Nello stesso periodo inizia a studiare alla scuola di musica ed alla scuola primaria di Kitee.
La sua prima insegnante di piano è Kirsti Holopainen, madre di Tuomas Holopainen, con cui in seguito inizierà la sua carriera musicale. Oltre alle lezioni di piano inizia a suonare il flauto traverso ed impara le basi di chitarra e batteria, senza però approfondire gli studi. All'età di 13 anni focalizza il suo interesse sul canto, senza però prediligere nessun genere. Si ispira ai suoi idoli, Whitney Houston e Sarah Brightman, e grazie all'interpretazione della canzone Phantom of The Opera si innamora del canto lirico.
Il suo primo successo arriva nel 1992, quando si esibisce per la prima volta nella chiesa di Kitee, impressionando positivamente i presenti. In seguito inizia a frequentare il college Savonlinna (una sorta di conservatorio), dove studia canto lirico sotto la guida di Karina Ollily. Tarja è la prima a diplomarsi con i massimi voti. Successivamente viene ammessa all'Accademia Sibelius di Kuopio, dove è la più giovane della sua classe.

### 1996-2005: la carriera con i Nightwish

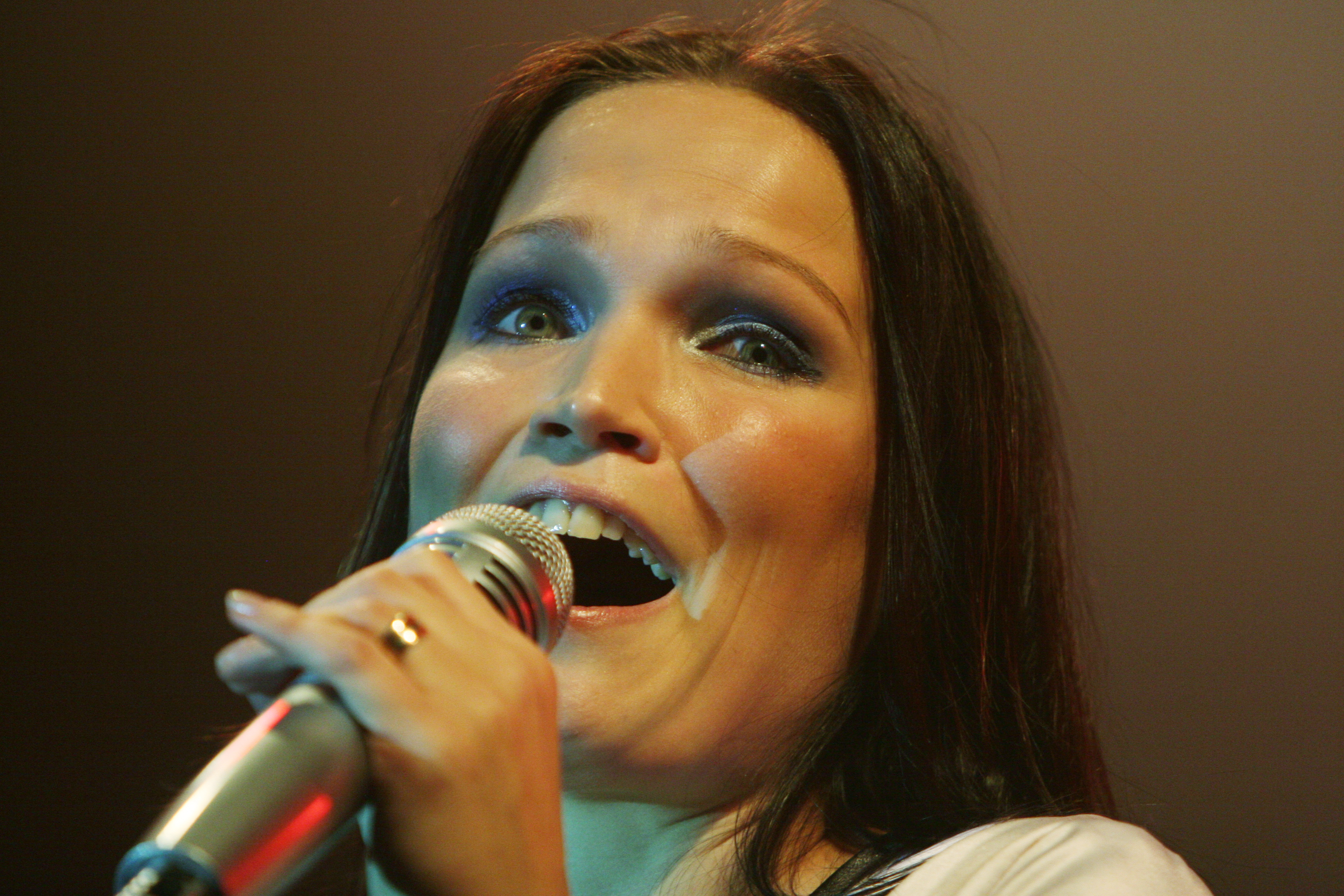
Tarja Turunen in concerto

Nel 1996, diventa una dei membri fondatori dei Nightwish, quando il suo compagno di scuola, nonché figlio della sua insegnante di pianoforte, Tuomas Holopainen la invita a unirsi al suo nuovo progetto musicale come cantante. Assieme al chitarrista Emppu Vuorinen e ad Holopainen alle tastiere registrano dei demo e nel 1997 viene pubblicato il primo disco dei Nightwish, Angels Fall First. In seguito Holopainen dichiarerà che il sound dei Nightwish doveva inizialmente essere acustico, ma che subito virò verso il metal proprio per meglio supportare la potente voce di Tarja. Sempre nel 1996 Tarja si esibisce anche al Festival dell'opera di Savonlinna, eseguendo brani di Wagner e Verdi.
Durante questo periodo, Tarja interrompe i suoi studi accademici, a causa degli impegni con la band. Nei Nightwish, Tarja rimane comunque nell'ombra fino al 1998, con il secondo album della band, Oceanborn. Turunen canta come solista nel 1999 nell'opera orientata al rock di Waltari, Evankeliumi (meglio conosciuta con il nome latino Evangelicum), in diverse performance sold-out alla Finnish National Opera.
Tra il 2000 e 2001 Tarja continua la sua carriera con i Nightwish, dopodiché si iscrive alla prestigiosa Hochschule für Musik a Karlsruhe, in Germania, per la buona reputazione della scuola e perché nell'università finlandese la sua serietà come cantante di musica classica veniva messa in dubbio a causa dei suoi concomitanti impegni in una band metal. In questo periodo partecipa alle registrazioni del quarto album dei Nightwish, Century Child (2002), e di Infinity di Beto Vázquez. Nel 2002, Tarja va in tour in Sud America per Noche Escandinava ("Notte Scandinava"), una serie di concerti lirici natalizi.
Nello stesso anno, parte il tour mondiale per Century Child, dopo il quale i Nightwish si prendono un periodo di riposo e lei torna a Karlsruhe. Si sposa segretamente con l'uomo d'affari argentino Marcelo Cabuli all'inizio del 2003. La presidentessa della Finlandia Tarja Halonen e suo marito invitano la Turunen al Palazzo Presidenziale a Helsinki nel dicembre dello stesso anno, per la festa del Giorno dell'Indipendenza finlandese, dove i reporter dell'emittente finlandese Yle la salutano come la "donna meglio vestita della serata". Dopo il periodo di pausa, i Nightwish si riuniscono per l'album Once e il conseguente tour mondiale del 2004/2005 (intervallato dalla seconda edizione di Noche Escandinava nella primavera del 2004).
Per il periodo natalizio del 2004, Tarja pubblica il singolo Yhden enkelin unelma ("Il Sogno di un Angelo"), che riceve il disco d'oro in Finlandia e che riconquisterà la prima posizione in classifica nel Natale 2005. Nel 2005 canta in duetto con l'interprete pop-rock tedesco Martin Kesici la hit Leaving You for Me, di cui girano insieme anche il video. Il 21 ottobre 2005, data dell'ultimo concerto del tour di Once, gli altri membri dei Nightwish scrivono una lettera aperta a Tarja, dove si parla di un cambiamento di atteggiamenti e un eccessivo interesse per il denaro, prendendo la decisione di farle lasciare il gruppo. Tarja risponde sia in finlandese, sia in inglese, tramite un'altra lettera sul suo sito ufficiale.

### 2005-2009: l'inizio dell'attività solista e l'albumMy Winter Storm

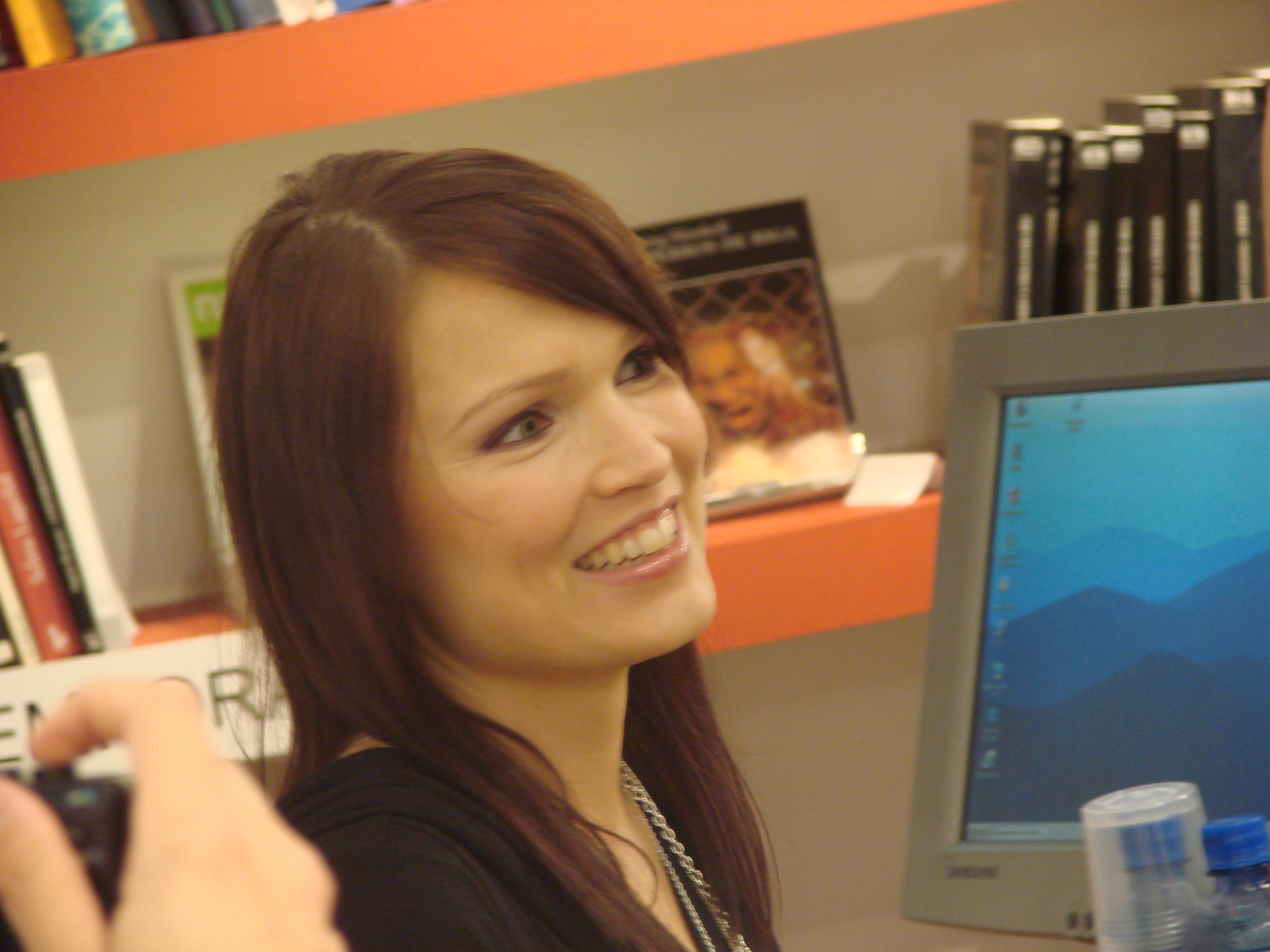
Tarja Turunen allInternational Book Fair 2007.

Nel dicembre 2005 e agli inizi del 2006, Tarja fa diversi concerti in Finlandia, Germania, Spagna e Romania. Durante il 2006 la cantante registra Henkäys Ikuisuudesta, un album con canzoni natalizie in lingua finlandese, inglese e spagnola, di diversi generi, dal pop alla lirica, dai canti tradizionali finnici a quelli sudamericani. Poi interpreta quasi tutti i pezzi che compongono l'album di debutto di suo fratello Teo (non ancora pubblicato ufficialmente) e riprende a cantare dal vivo, facendo alcune date anche in Russia.
Il 2007 è, invece, l'anno del suo debutto solista sulla scena metal e del lancio di una linea di gioielli in argento che porta il suo nome. Nello stesso anno incide il brano power metal In the Picture per una compilation realizzata dalla Nuclear Blast ed intitolata Nuclear Blast All-Stars: Into the Light. In Irlanda registra il suo primo album solista My Winter Storm, anticipato dal primo singolo, I Walk Alone. Di tale brano, ispirato ad un'opera di Mozart, è stato anche realizzato un video in stile fiabesco diretto da Joern Hietman, già regista di molti video di Rammstein, The Rasmus e di Sleeping Sun dei Nightwish.
My Winter Storm, uscito in Italia il 30 novembre 2007, tra le tante canzoni comprende anche vari intro e una reinterpretazione di Poison di Alice Cooper; all'album è seguito un tour europeo svoltosi nella prima metà del 2008. A dicembre 2008 viene pubblicato tramite Spinefarm Records un minidisc chiamato The Seer che contiene 11 brani, tra i quali un duetto con Doro Pesch. Il 28 giugno 2009 Tarja è tra gli artisti che si esibiscono durante la seconda giornata del Gods of Metal, allo Stadio Brianteo di Monza.
Quattro mesi dopo, il 5 ottobre 2009, Tarja si esibisce in Italia all'Estragon di Bologna, presentando anche il nuovo brano If You Believe, cantato interamente alle tastiere. Il 30 ottobre 2009, in occasione di un concerto speciale per Halloween alla Tampere Hall, in Finlandia, presenta due nuove canzoni, In For A Kill, che sarà inclusa nel nuovo album, e Witch-Hunt. Il 27 marzo 2010 si esibisce al programma tedesco Watten Dass..? assieme al famoso gruppo Scorpions cantando la canzone The Good Die Young.

### 2010-2014:What Lies BeneatheColours in the Dark
Il 16 agosto 2010 viene pubblicato il suo terzo album da solista, What Lies Beneath, pubblicato dalla Universal Records. Il 21 dicembre 2010, Tarja si esibisce come ultima tappa del suo Warming Up Beneath 2010 Tour ai Magazzini Generali di Milano. Nella primavera del 2011, Tarja tiene due concerti in Russia, uno a San Pietroburgo il 28 aprile e il giorno dopo a Mosca. In estate, la Turunen partecipa al rock festival di Samara il Rock sul Volga, dove canta in duetto con Valerii Kipelov (uno dei cantanti rock più celebri dell'ex Unione Sovietica).

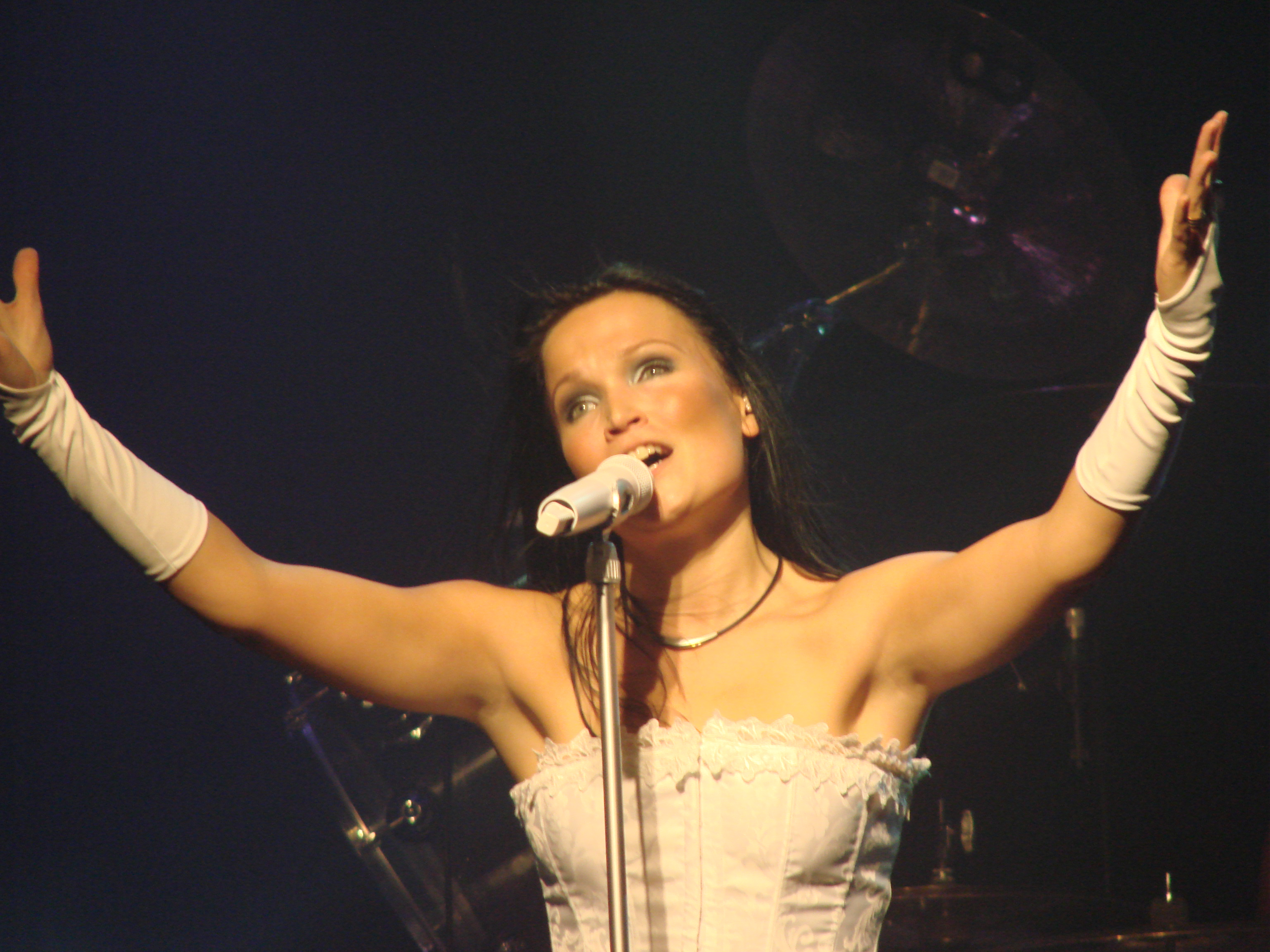
Tarja in concerto a Buenos Aires, 2008.

Come canzone per duetto è stata scelta la canzone Я здес di Kipelov, dall'album реки времен. Sempre nel 2011 Tarja partecipa al progetto musicale operistico chiamato Tarja Turunen & Harus, insieme ai musicisti Kalevi Kiviniemi, Marzi Nyman e Markku Khron. Viene pubblicato anche l'album live In Concert – Live at Sibelius Hall. Un nuovo album dei Tarja Turunen & Harus è previsto per il 2013. Il 2 marzo 2012, Tarja si esibisce per la prima volta in teatro in Italia al Teatro della Luna di Assago, presentando anche un nuovo brano Into The Sun, che sarà presente come bonus track nel suo quarto album. Il 24 agosto 2012 è stato pubblicato il suo primo DVD live, chiamato Act I: Live in Rosario. La canzone Into The Sun viene pubblicata come singolo di questo album 13 luglio 2012.
Il 29 novembre 2012 Tarja rivela a sorpresa, tramite una fotografia pubblicata su Facebook, di aver recentemente avuto una figlia. La cantante aveva mantenuto segreta la propria gravidanza di fronte alla stampa per tutta la sua durata. All'inizio del 2013 rivela il nome della figlia, Naomi Erika Alexia Cabuli Turunen. Nel maggio del 2013, il soprano annuncia che il suo prossimo album metal s'intitolerà Colours in the Dark. Questo viene pubblicato il 30 agosto, anticipato dal singolo Victim of Ritual, pubblicato il 12 luglio.
Pochi mesi dopo Tarja è ospite nel nuovo EP del gruppo metal Within Temptation, Paradise (What About Us?), prestando la propria voce nella title track dell'EP. Paradise (What About Us?) viene pubblicato il 27 settembre. Il 17 ottobre 2013 inizia il Tour mondiale Colours In The Road Tour. Ad affiancare Tarja sul palco ci sono Mike Terrana alla batteria, Alex Sholpp alle chitarre, Anna Portalupi al basso, Christian Kretschmar alle tastiere e Max Lilja al violoncello.
Il 4 luglio 2014, la cantante pubblica Left in the Dark, un EP contenente diverse versioni e demo delle tracce di Colours in the Dark.

### 2015-2018: il primo album di musica classica e gli albumThe Brightest VoideThe Shadow Self
L'11 settembre 2015, Tarja pubblica il suo primo album di musica classica, Ave Maria - En Plein Air, una raccolta di diverse versioni dell'Ave Maria, composte da diversi musicisti, più una versione composta dalla stessa cantante.

Il 14 marzo 2016, Tarja rende pubblici titolo e copertina del suo nuovo album, The Shadow Self.

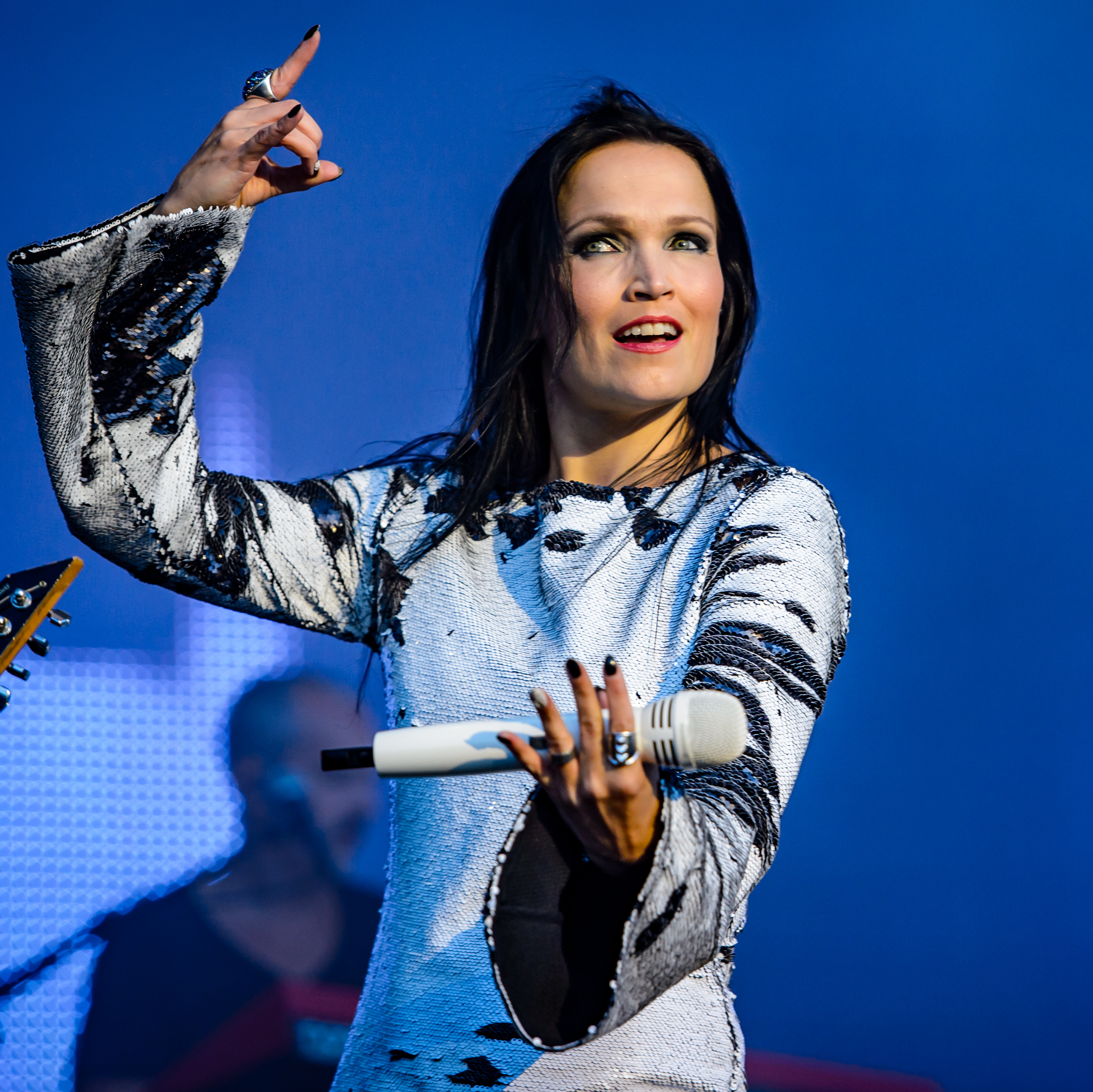
Tarja Turunen in concerto al Wacken Open Air 2016

 Il 7 aprile viene inoltre annunciata la pubblicazione, prevista per il 3 giugno, dell'album The Brightest Void, il "prequel" di The Shadow Self, contenente la canzone No Bitter End, contenuta anche in The Shadow Self, il duetto con i Within Temptation Paradise (What About Us?) e diverse cover.
The Shadow Self viene pubblicato il 5 agosto 2016, anticipato dal singolo Innocence.
Il 17 novembre 2017, Tarja pubblica From Spirits and Ghosts (Score for a Dark Christmas), il suo secondo album di musica classica e il secondo a tema natalizio. Insieme all'album è stata pubblicata la graphic novel From Spirits and Ghosts (Novel for a dark Christmas), a opera di Conor Boyle, liberamente ispirata alla canzone Together, dell'album From Spirits and Ghosts (Score for a Dark Christmas).
Il 27 luglio 2018, Tarja pubblica Act II, un album e DVD live registrato durante il concerto del 29 novembre 2016 al Teatro della Luna di Milano, in corso del tour mondiale The Shadow Shows.

### 2019-presente:In the Raw, la prima raccolta e l'inizio del progetto "Outlanders"
Il 30 aprile 2019, Tarja pubblica il lyric video del brano Dead Promises, primo singolo estratto dall'album In the Raw. In the Raw viene pubblicato il 30 agosto.
Il 19 giugno 2021, Tarja annuncia l'imminente pubblicazione di Singing in My Blood, un libro sulla storia della sua vita nel mondo della musica.
Alla fine del 2021, Tarja lancia il progetto decennale chiamato "Outlanders" il quale combina la sua voce con beat elettronici e che annovera artisti ospiti come l'ex-chitarrista degli Yes Trevor Rabin e il chitarrista jazz Al Di Meola.
Il 2 dicembre 2022, Tarja pubblica la sua prima raccolta Best of: Living the Dream, anticipata dal singolo Eye of the Storm, per celebrare i quindici anni della sua carriera solista.
Il 23 giugno 2023, Tarja e il produttore EDM Torsten Stenzel pubblicano il primo omonimo album del progetto Outlanders.
L'11 agosto 2023, Tarja pubblica tramite l'etichetta discografica earMUSIC l'album live Rocking Heels: Live at Metal Church, prima uscita della serie live Rocking Heels. L'album contiene registrazioni dal vivo della sua performance privata che ha aperto il Wacken Open Air nel 2016. Nell'album sono presenti diverse cover metal, come Numb dei Linkin Park e The Unforgiven dei Metallica, oltre a musiche originali di Tarja e una cover dei Nightwish.
Il 1º novembre 2023, Tarja annuncia la pubblicazione, prevista per il 10 novembre, di Dark Christmas, il terzo album natalizio dell'artista.

## Discografia
Album in studio
- 2006 – Henkäys Ikuisuudesta
- 2007 – My Winter Storm
- 2010 – What Lies Beneath
- 2013 – Colours in the Dark
- 2015 – Ave Maria - En Plein Air
- 2016 – The Brightest Void
- 2016 – The Shadow Self
- 2017 – From Spirits and Ghosts (Score for a Dark Christmas)
- 2019 – In the Raw
- 2023 – Dark Christmas